# Chiesa di Santa Maria della Visitazione e San Francesco di Sales
La chiesa di Santa Maria della Visitazione e San Francesco di Sales  è una chiesa di Roma, nel rione Trastevere, in Via delle Mantellate. È sita all'interno del carcere di Regina Coeli.
Fu Papa Clemente IX, nel 1669, a fondare questa chiesa con il monastero annesso per le suore della Visitazione istituite da santa Giovanna Francesca Frémiot de Chantal. Le Visitandine rimasero nel convento fino al 1793, quando l'intero complesso fu acquistato da Vincenzo Masturzi, commerciante di seta, che lo restaurò e lo cedette ad una nuova congregazione religiosa femminile, che verrà riconosciuta da Papa Pio VII nel 1801 col nome di Serve di Maria, ma popolarmente soprannominate le mantellate (da cui il nome popolare della chiesa), e fondate dalla figlia del Masturzi.
Dopo l'unità d'Italia chiesa e monastero furono espropriati dallo Stato italiano, che li trasformarono in carcere femminile; il tutto fu poi trasformato in caserma, fino a che fu annesso al vicino carcere di Regina Coeli.
L'Armellini così descrive l'interno della chiesa prima della sua sconsacrazione:
(Armellini, op. cit., p. 654-655)
Nel novembre del 2005, dopo anni di abbandono, e restaurata a spese del Dipartimento dell'Amministrazione Penitenziaria, la chiesa è stata riconsacrata e nuovamente riaperta al culto.